# ماركاو (لاعب كرة قدم مواليد 1994)
ماركوس فينيسيوس أمارال ألفيس هو لاعب كرة قدم برازيلي، ولد في 17 يونيو 1994 في البرازيل يلعب في النادي الأهلي. لعب مع هيبي شينا فورشن.

## وصلات خارجية
- ماركوس فينيسيوس أمارال ألفيس على موقع دوري كوريا الجنوبية (الإنجليزية)
- ماركوس فينيسيوس أمارال ألفيس على موقع قاعدة بيانات كرة القدم.إي يو (الإنجليزية)
- ماركوس فينيسيوس أمارال ألفيس على موقع Soccerway.com (الإنجليزية)